# Cemu
Cemu（シームー）は、オープンソースで開発されている、Wii Uのゲームエミュレータである。対応プラットフォームは、Windows、Linux、macOS。
なお、このソフトウェアは任天堂によって公認されたものではない。

## 概要
名称の由来は、Wii Uのコードネームである「Café」を冠した、「Café Emulation」の略称である。
Microsoft Windows向けに2015年10月13日にリリースされた。Patreonを通じて寄付をしたユーザーは一般リリースの1週間前に最新版やベータ版を受け取ることができる。開発は元々はクローズドソースだったが、バージョン2.0よりオープンソースへ移行し、GitHubでリポジトリが公開されている。

## 特徴
Cemuは「Wii UのゲームとアプリケーションをPCでエミュレートするソフトウェア」として位置づけられており、数多くのタイトルがスムーズに動作する。2022年8月現在、公式サイトの互換性リストでは登録されたタイトルの13%が「完璧（Perfect）」、39%が「プレイ可能（Playable）」と評価されている。

### 動作環境
Wii U自体が比較的新しい世代のゲーム機であるため、ある程度のスペックを必要とする。

#### Windows版[7]
- Windows 7以降のWindows、またはLinux (Ubuntu 20.04)の64bit版
- 4GB以上のRAM（8GB以上を推奨）
- OpenGL4.5以上、またはVulkan 1.1以上
- Visual Studio 2017 Microsoft Visual C++ 再頒布可能パッケージ (x64)

以上の4つの条件を満たす必要がある。
なお、Intel製のGPUは公式にはサポートされていないほか、AMDのGPUを使う場合は、パフォーマンスが悪化するため、OpenGLを無効にする必要がある。

#### macOS・Linux版
2022年8月現在、あくまで「荒削り」の状態で、バグや不具合が多かったり、機能が限定的なリリースである。

### CPU処理
マルチスレッド処理を行い、パフォーマンスを高めている。

### グラフィック
OpenGL、またはVulkanで描画する。シェーダーの動的コンパイルに時間がかかってカクついたりフリーズする問題をクリアするため、一度使用したシェーダーをキャッシュし、ゲーム起動前に予めコンパイルする。しかし、一部タイトル（『ゼルダの伝説 ブレス オブ ザ ワイルド』等）では膨大なキャッシュが必要になるため、必要なメモリ容量が膨れ上がり、起動に時間がかかる問題がある。

### サウンド
テレビとゲームパッドの両方の音声再生がサポートされている。サラウンドサウンドのサポートが計画されている。

### コントローラー入力
2020年3月現在、Wii U GamePad、Wii U PROコントローラー、およびWiiクラシックコントローラ/クラシックコントローラPROがエミュレートされている。また、Wiiリモコンも使用できる（ネイティブサポートを含む）。そして入力デバイスとしてのキーボード入力+ USBコントローラーがサポートされている。GamePadタッチ入力は、マウスの左クリックで制御でき、ジャイロ機能は制限付きでエミュレートされ、マウスの右ボタン及びホイールで制御可能である。
GamePadの画面を表示するには、Tabキーを押す必要がある。CTRL + TABを押して画面を切り替えることもできる。さらに、GamePadビューは2番目のウィンドウに表示可能である。

### オンライン接続
Cemuはニンテンドーネットワークへの接続をサポートしているが、接続するには、一部のシステムファイルをWii U実機からダンプする必要がある。
2022年10月には、ニンテンドーネットワークの代替サーバーサービスである「Pretendo」にも正式に対応した。

## 歴史

### 誕生
2015年にマリオカート8とゼルダの伝説 風のタクトHDの2つのWii U専用ソフトの起動に対応したエミュレータとしてリリースされた。
当初はWii U GamePadの使用と音声再生には対応しておらず、サウンドやビデオの不具合が存在していたほか、x64版のWindows・OpenGL 3.3の環境上での動作にのみ対応していた。

### Dolphinとの違い
Wii Uはその前世代機のWiiと名称こそ類似しているものの、システム上はIBM製のCPUとAMD製のGPUを継続して搭載している点以外は異なっていたため、ニンテンドー ゲームキューブやWiiのエミュレーターであるDolphinとはあくまで別の、独立したソフトウェアとして開発された。そのため、当初からWii・ゲームキューブの専用ソフトには対応していない。

### 互換性の向上
その後、ゼルダの伝説 ブレス オブ ザ ワイルドがリリースされた頃には、数日後にはゲームの起動が可能になるまで互換性が向上し、開発者への寄付金が月額7,400ドル、さらには22,317ドルに増加するまでに至った。
2017年1月には、Cemuがグラフィックパックを通じて4K解像度でのゲームの実行に対応したことが発表された。

### オープンソース化とMac・Linux対応
他のエミュレーターとは異なり、Cemuは2022年まではクローズドソースであった。開発者のExzap氏は、これによって開発の進展が迅速になり、開発をより制御できるようになると説明していたが、ソースコードを公開しない判断をしたことに対して、他のエミュレーター開発者から批判を集めた。
例えば、マルチエミュレーター「Higan (en)」の開発者であるbyuu氏は、Cemuはエミューレーター開発に貢献することなく、これまでの成果の恩恵を受けたと主張したほか、先述のDolphinの開発者の一人であるPierre Bourdon氏も商業的地位に反対し、高額寄付者が特定のバグ修正作業や特定ゲームの対応の優先を支持することによって、開発チームに影響を与える可能性があるという懸念を表明した。
2022年1月、ExzapはCemuの今後の開発ロードマップを明らかにし、2022年内にオープンソースになる予定であると述べた。 開発進行状況は70%ほどで、Cで開発されているCemuをC++に書き直してオープンソース化するという方針を述べたほか、ネイティブLinuxバージョンを開発していることも明かされた。
オープンソースでの開発に踏み切った理由について、 Exzapの説明によると、元々Cemuはチームで開発が進められていたが、現時点で一人で開発をしている上、Exzap自身がLinuxでの開発の経験が浅いため、Linuxに強い開発者を含む開発者の増加を望んでいたことも一因となっている、なおMPLライセンスにしたのはライセンス感染から逃れるためであるとしている。
2022年2月には、開発途上だったLinux版が、初めてエラーなくコンパイルできるようになり、いくつかゲームを起動できたことが報告された。この際に、Steam Deckのネイティブ環境での起動にも成功したとして、スクリーンショットも公開された。 同時に、まだネットワーク関連やサウンド関連のコンポーネントの移植ができていないので、最適化含めて開発はこれから、という状況であることも明らかになった。
その後、同年8月24日にMozilla Public Licenseの下でソースコードが公開され、Linux版がリリースされた。
一ヶ月後の9月24日には、Mac版もGitHubで公開された。